# روبيو (بافيا)
روبيو (بالإيطالية: Robbio)‏ هي بلدة تقع في مقاطعة بافيا بإقليم لومبارديا في شمال إيطاليا. تبلغ مساحة هذه المدينة 40.3 (كم²)، وترتفع عن سطح البحر 122 م، بلغ عدد سكانها 6161 نسمة في عام 2010 حسب إحصاء المعهد الوطني للإحصاء.

## السكان
في سنة 1861 بلغ عدد السكان 4٬026 نسمة، وتطور العدد ليصل في سنة 2011 لـ 6٬164 نسمة.
يظهر هذا المخطط البياني تطور النمو السكاني لـ روبيو (بافيا)

## أعلام
- سيلفيو بيولا

## وصلات خارجية
- الموقع الرسمي